# 四中全会
四中全会，是指由中国共产党召开的会议的缩写，全称形如中国共产党中央委员会第四次全体会议，有：
- 中国共产党第五届中央委员会第四次全体会议
- 中国共产党第六届中央委员会第四次全体会议
- 中国共产党第七届中央委员会第四次全体会议
- 中国共产党第八届中央委员会第四次全体会议
- 中国共产党第九届中央委员会第四次全体会议
- 中国共产党第十届中央委员会第四次全体会议
- 中国共产党第十一届中央委员会第四次全体会议
- 中国共产党第十二届中央委员会第四次全体会议
- 中国共产党第十三届中央委员会第四次全体会议
- 中国共产党第十四届中央委员会第四次全体会议
- 中国共产党第十五届中央委员会第四次全体会议
- 中国共产党第十六届中央委员会第四次全体会议
- 中国共产党第十七届中央委员会第四次全体会议
- 中国共产党第十八届中央委员会第四次全体会议
- 中国共产党第十九届中央委员会第四次全体会议
- 中国共产党第二十届中央委员会第四次全体会议

|  | 这是一个同类索引条目，列出擁有相同或近似名稱的同類型項目。 若您循內部連結來到此頁面，請考慮修正該，將其指向正確的條目。 |